# Laguna Ventarrón
La laguna Ventarrón es una laguna amazónica de Bolivia, ubicada al noroeste del departamento de La Paz, cerca del departamento de Pando, junto al río Madre de Dios. Se encuentra a una altitud de 185 m s. n. m. y tiene unas dimensiones de 2,32 km de largo por 1,44 km de ancho y una superficie de 2,5 km².
La laguna tiene una orilla o costa de 6,5 kilómetros.
- Datos: Q7356759